# Świadkowie Jehowy w Nowej Zelandii

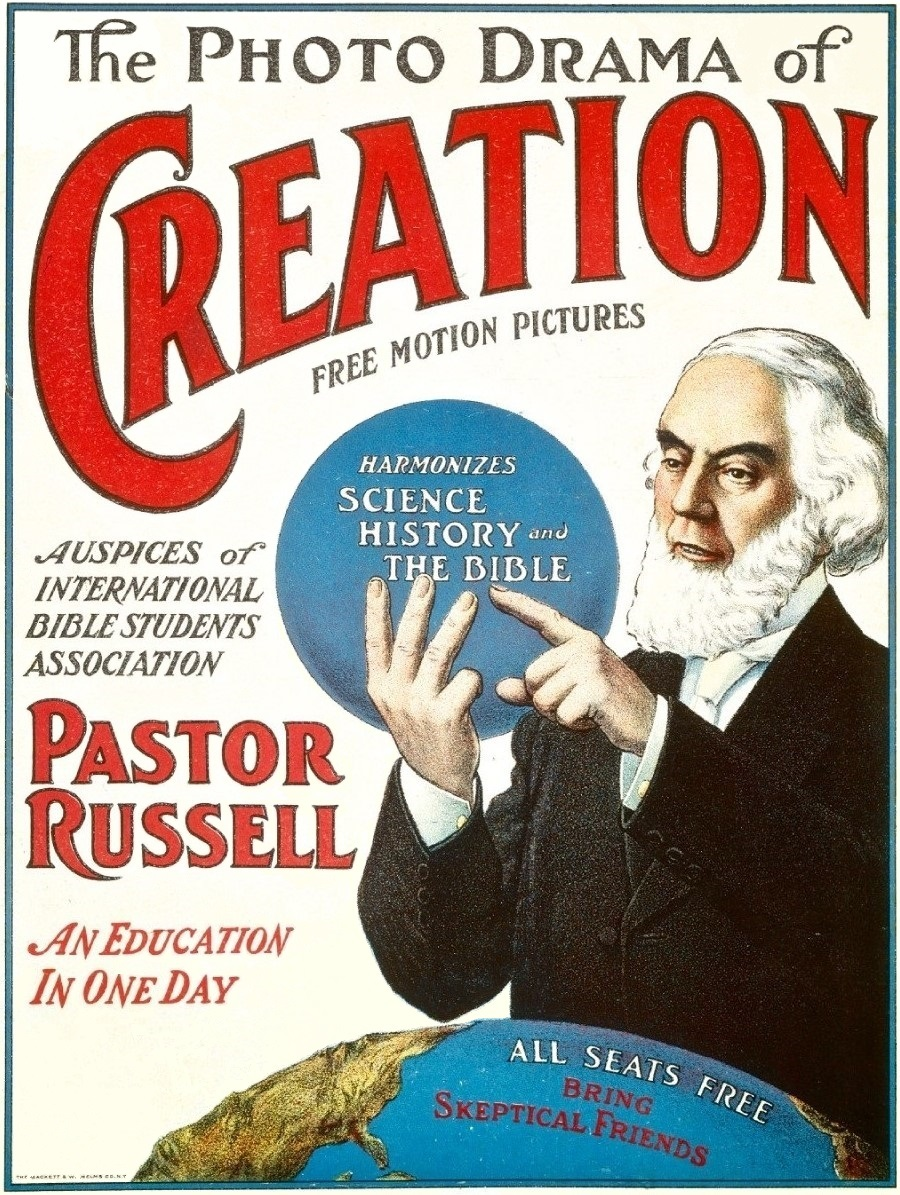
W 1914 roku rozpoczęto wyświetlanie Fotodramy stworzenia w Nowej Zelandii

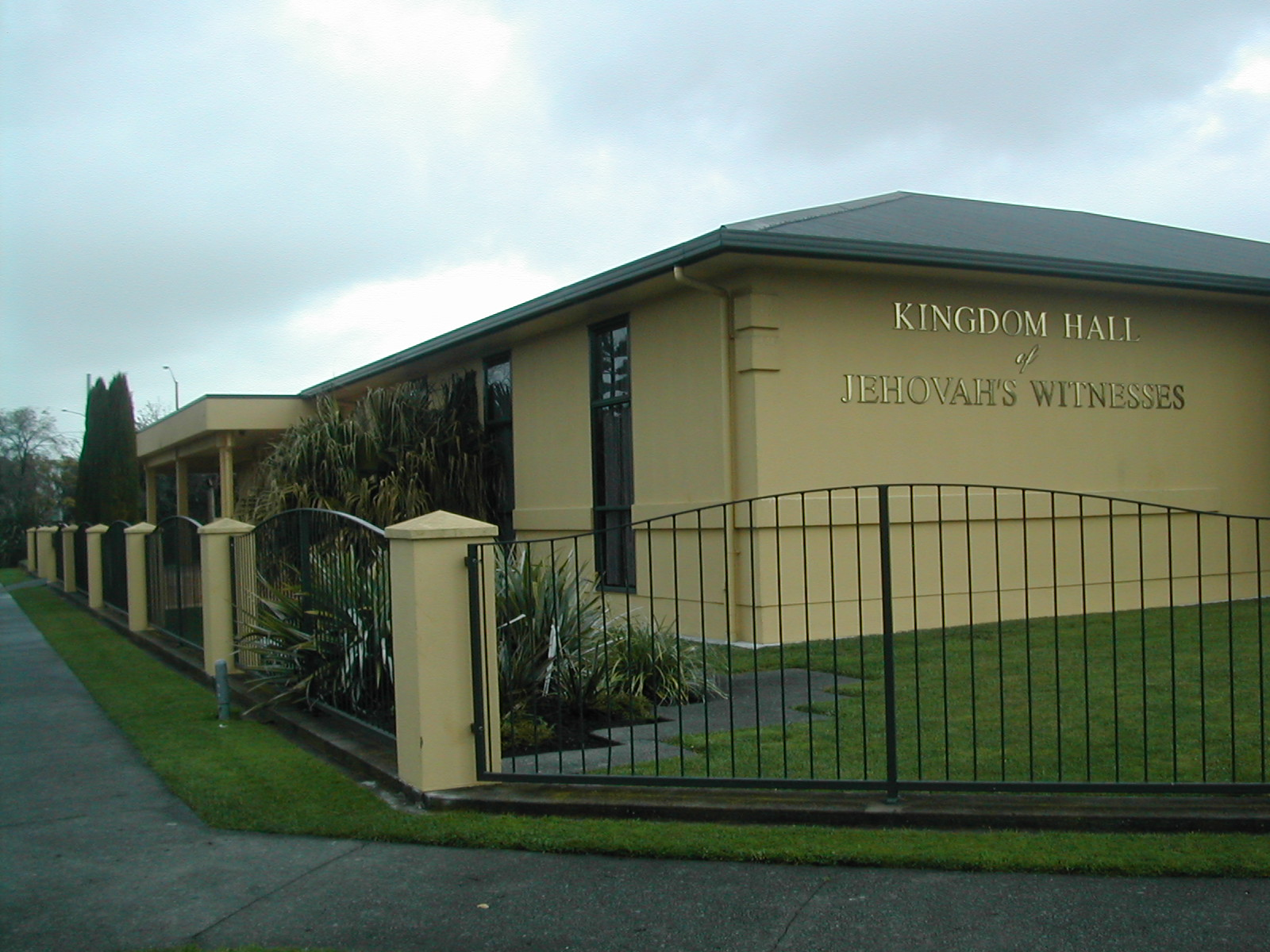
Jedna z Sal Królestwa w Nowej Zelandii – w Napier

Świadkowie Jehowy w Nowej Zelandii – społeczność wyznaniowa w Nowej Zelandii, należąca do ogólnoświatowej wspólnoty Świadków Jehowy, licząca w 2023 roku 14 607 głosicieli, należących do 170 zborów. Na dorocznej uroczystości Wieczerzy Pańskiej w 2023 roku zgromadziło się 26 669 osób. Od 2012 roku działalność miejscowych głosicieli koordynuje australazjatyckie Biuro Oddziału w Australii. Biuro Krajowe znajduje się w Manurewa.

## Historia

### Początki
Około roku 1890 do Nowej Zelandii dotarły pierwsze publikacje Towarzystwa Strażnica. W roku 1898 regularną działalność kaznodziejską w charakterze kolportera rozpoczął Nowozelandczyk Andrew Anderson z Dunedin. W 1904 roku przybyli głosiciele ze Stanów Zjednoczonych – małżeństwo Richardson – oraz z Australii. Rok później wierzenia Badaczy Pisma Świętego przyjęła rodzina Lloyda Barry’ego, późniejszego członka Ciała Kierowniczego.
W grudniu 1912 roku w Wellington odbyło się pierwsze zgromadzenie, na które przybyło 20 osób, rok później liczba obecnych na zgromadzeniu wzrosła do 50 osób. W 1914 roku w całym kraju rozpoczęto wyświetlanie Fotodramy stworzenia, które z Vancouver do Nowej Zelandii przywiózł niejaki Lee. W roku 1928 rozpoczęto działalność wśród Maorysów.
2 maja 1938 roku w Auckland przemawiał Joseph Franklin Rutherford. W tym samym roku liczba głosicieli w Nowej Zelandii wyniosła 320.

### Okres II wojny światowej
W czasie II wojny światowej, 24 października 1940 roku, wprowadzono zakaz działalności Świadków Jehowy na terenie Nowej Zelandii, gdyż miejscowe władze uznały, że Świadkowie Jehowy są organizacją wywrotową i stanowią zagrożenie dla bezpieczeństwa publicznego. Udział w zebraniach religijnych i działalności kaznodziejskiej narażał na interwencje policji i aresztowania. Niektórzy zostali ukarani grzywną lub otrzymali wyroki pozbawienia wolności do trzech miesięcy.
Drugim powodem aresztowań w okresie II wojny światowej była odmowa pełnienia służby wojskowej. Z tego powodu w obozach osadzono około 80 Świadków Jehowy (około 1/3 wszystkich głosicieli). W obozach organizowano zbory i prowadzono działalność religijną. 8 maja 1941 roku złagodzono zakaz i można było organizować zebrania oraz prowadzić działalność ewangelizacyjną, posługując się samą Biblią, bez żadnych innych publikacji.
We wrześniu 1942 roku w trzech miejscach konspiracyjnie zorganizowano kongres pod hasłem „Nowy świat”. Zakaz działalności został zniesiony 29 marca 1945 roku. W okresie II wojny światowej liczba głosicieli wzrosła do 536.

### Okres powojenny
7 i 8 marca 1947 roku z okazji otwarcia Biura Oddziału w Wellington przemówienie okolicznościowe wygłosił Nathan H. Knorr. Zorganizowano je w pobliskim ratuszu miejskim, a sesja popołudniowa odbyła się w pobliskiej uczelni, na którą przybyło prawie 500 osób. 7 marca 1947 roku Nathan Knorr, Milton Henschel i Charles Clayton – absolwent Szkoły Gilead i pierwszy misjonarz wysłany do Nowej Zelandii – odwiedzili nowozelandzki parlament. Przedstawiciele władz przekazali im dokumenty potwierdzające, że Świadkowie Jehowy w tym kraju są zarejestrowani prawnie. Liczba głosicieli wynosiła 659 osób. 10 marca 1947 roku kolejne 300 osób zebrało się w Auckland, żeby wysłuchać przemówień Nathana Knorra, Miltona Henschela i Roberta Lazenby’ego.. W roku 1948 do Nowej Zelandii przybyli misjonarze, absolwenci Biblijnej Szkoły Strażnicy – Gilead. W roku 1949 liczba głosicieli wzrosła do 1131.
W 1950 roku w Waima powstała pierwsza Sala Królestwa. W 1955 roku liczba głosicieli wyniosła 2519. W roku 1956 z okazji przemówienia okolicznościowego Nathana Knorra w Auckland zgromadziło się 3511 osób. Rok później otwarto nowe Biuro Oddziału.
W 1963 roku stolica Nowej Zelandii, Auckland, była jednym z miast kongresowych okołoziemskiego zgromadzenia pod hasłem „Wiecznotrwała dobra nowina”. W dniach 21–25 sierpnia przybyli na zgromadzenie w tym mieście delegaci z 16 krajów. Obecnych było łącznie 6005 osób, a 187 ochrzczono. W roku 1969 w Nowej Zelandii było 5000 głosicieli. W dniach od 4 do 9 listopada 1969 roku w Auckland odbył się kongres międzynarodowy pod hasłem „Pokój na ziemi” z udziałem przeszło 8000 osób. W latach 60. powstało 50 Sal Królestwa.
W 1972 roku w Christchurch odbył się kongres międzynarodowy pod hasłem „Boskie zwycięstwo”. Wzięło w nim udział 11 640 osób. W 1977 roku powstał pierwszy zbór samoańskojęzyczny. W roku 1978 w Auckland odbył się kongres międzynarodowy pod hasłem „Zwycięska wiara”, a liczba obecnych wyniosła 12 328.

### Dalszy rozwój
W 1986 roku rozbudowano Biuro Oddziału. W 1989 roku przekroczono liczbę 10 000 głosicieli.
W latach 90. XX wieku powstały kolejne zbory i grupy obcojęzyczne posługujące się 19 językami, m.in.: angielskim, arabskim, chińskim, hindi, japońskim, koreańskim, niue, rarotonga, rosyjskim, samoańskim, tagalskim, tajskim oraz nowozelandzkim językiem migowym. 27 lutego 1993 roku uroczyście otwarto ponownie powiększone obiekty Biura Oddziału; rozbudowa dotyczyła głównie biura tłumaczeń, dokonującego przekładów publikacji religijnych na języki mieszkańców południowego Pacyfiku. W 1994 roku w Auckland otwarto Salę Zgromadzeń.
W 2008 roku przekroczono liczbę 14 000 głosicieli. W 2011 roku zanotowano liczbę 14 507 głosicieli, a na Wieczerzy Pańskiej (Pamiątce) zebrało się 27 476 osób. W styczniu 2013 roku odbył się kongres specjalny pod hasłem „Strzeż swego serca!”. W listopadzie 2016 roku zorganizowano pomoc humanitarną dla poszkodowanych przez trzęsienie ziemi. W lipcu 2018 roku w Port Moresby w Papui-Nowej Gwinei odbył się kongres specjalny pod hasłem „Bądź odważny!” z udziałem delegacji z Nowej Zelandii. W 2024 roku delegacje z Nowej Zelandii brały udział w kongresach specjalnych pod hasłem „Głośmy dobrą nowinę!” na Fidżi i we Francji.
W styczniu 2026 roku w Auckland odbędzie się kongres specjalny pod hasłem „Prawdziwe wielbienie Boga!” z udziałem zagranicznych delegacji m.in. z Austrii, Belgii, Chile, Czech, Fidżi, Filipin, Grecji, Indonezji, Kolumbii, Korei Południowej, Malezji, Mikronezji, Luksemburga, Niemiec, Nowej Kaledonii, Papui-Nowej Gwinei, Słowacji, Stanów Zjednoczonych, Szwajcarii, Wielkiej Brytanii i Wysp Salomona.
Działalność kaznodziejska Świadków Jehowy w Nowej Zelandii jest prowadzona w 19 językach, w tym w czterech językach polinezyjskich: niue, rarotongańskim, samoańskim i tonga.
W Nowej Zelandii funkcjonuje 106 Sal Królestwa, w których odbywają się zebrania zborowe w językach: angielskim, fidżyjskim, chińskim (mandaryńskim), hindi, hiszpańskim, japońskim, kiribati, koreańskim, maoryskim, nowozelandzkim migowym, niue, portugalskim, samoańskim, tagalskim, tajskim, tonga i wietnamskim.

## Statystyki

### Liczba głosicieli (w tym pionierów)
Dane na podstawie oficjalnych raportów o działalności:
- najwyższa liczba głosicieli osiągnięta w danym roku służbowym[c] (liczby nad słupkami na wykresie)
- przeciętna liczba pionierów w danym roku służbowym (ciemniejszym odcieniem, liczby na słupkach wykresu).

Dla porównania liczba osób deklarujących w spisach powszechnych swoją przynależność religijną do Świadków Jehowy:
- liczba wyznawców (czarne belki na górze wykresu)

Wartości opisów na wykresie podano w tysiącach:

## Ciekawostki
W 1989 roku w teleturnieju Mastermind gracze odpowiadali na 30 pytań z tematu: Historia i nauki Świadków Jehowy.

## Świadkowie Jehowy na nowozelandzkich terytoriach zależnych

### Świadkowie Jehowy na Wyspach Cooka
Świadkowie Jehowy na Wyspach Cooka – społeczność wyznaniowa na Wyspach Cooka, należąca do ogólnoświatowej wspólnoty Świadków Jehowy, licząca w 2023 roku 193 głosicieli (1,6% mieszkańców), należących do 3 zborów. Działalność miejscowych głosicieli koordynuje australijskie Biuro Oddziału. W 2023 roku na dorocznej uroczystości Wieczerzy Pańskiej obecnych było 538 osób (około 3,2% mieszkańców). Sala Zgromadzeń znajduje się w Vaimaanga.
Historia
W 1930 roku rozpoczęto krzewienie wyznania. W 1970 roku rozpoczęto regularną działalność na wyspie Rarotonga. Rok później otworzono dom misjonarski i Salę Królestwa. Rozpoczęto działalność na Aitutaki, gdzie powstał zbór i Sala Królestwa w 1978 roku. W 1972 było 26 głosicieli. Dwa lata później założono trzeci zbór. Na kongresach pod hasłem „Zwycięska wiara” w roku 1978 oraz pod hasłem „Jedność dzięki Królestwu” w 1983 roku w Auckland w Nowej Zelandii, Świadkowie Jehowy z Wysp Cooka byli obecni dzięki pomocy finansowej nowozelandzkich współwyznawców. W 1980 roku rozpoczęto głoszenie na 10 innych wyspach. W 1987 roku przekroczono liczbę 100, a w 2013 – 200 głosicieli. W 2020 roku wynosiła ona 226. Zebrania zborowe i kongresy odbywają się w języku angielskim, rarotonga i nowozelandzkim migowym.

### Świadkowie Jehowy na Niue
Świadkowie Jehowy na Niue – społeczność wyznaniowa na Niue, należąca do ogólnoświatowej wspólnoty Świadków Jehowy, licząca w 2023 roku 20 głosicieli (około 1,86% mieszkańców), należących do 1 zboru. Działalność miejscowych głosicieli koordynuje australijskie Biuro Oddziału. W 2023 roku na dorocznej uroczystości Wieczerzy Pańskiej zgromadziło się 78 osób (ok. 3,7% mieszkańców).
Historia
Działalność rozpoczęto w latach 60. XX wieku. W 1961 roku Zgromadzenie Ustawodawcze wydało zakaz wpuszczania do kraju Świadków Jehowy. W roku 1964 liczba Świadków Jehowy na Niue wzrosła do 34 osób. W latach 90. XX wieku powstała Sala Królestwa. W 2013 roku działało 28 głosicieli.

### Świadkowie Jehowy na Tokelau

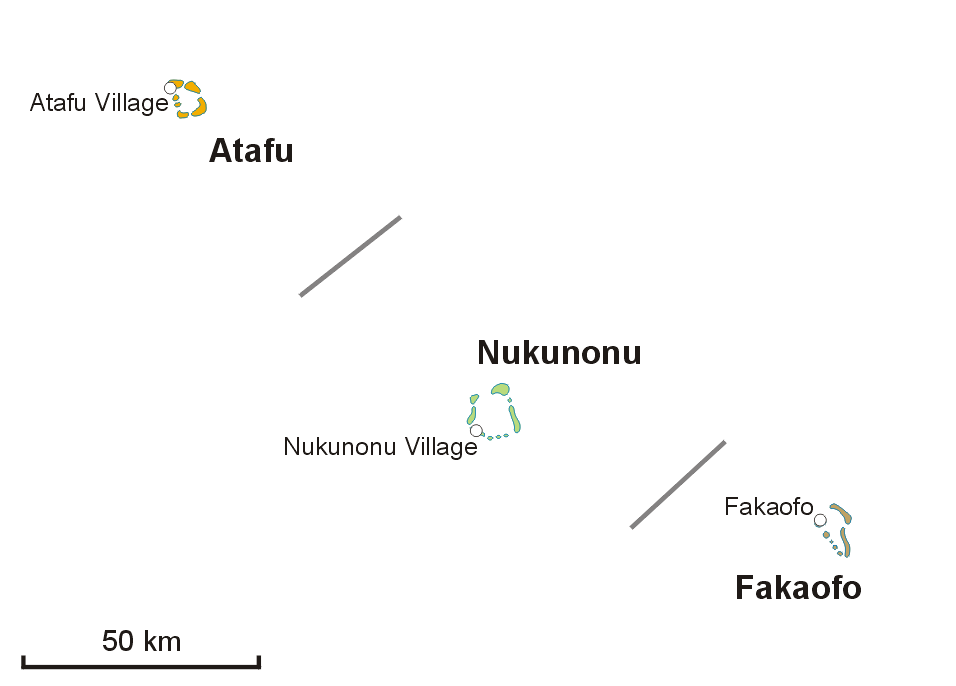
Tokelau

Świadkowie Jehowy na Tokelau – społeczność wyznaniowa na Tokelau, należąca do ogólnoświatowej wspólnoty Świadków Jehowy, licząca 8 głosicieli, należących do 1 zboru. Działalność miejscowych głosicieli koordynuje australijskie Biuro Oddziału. Działalność na wyspie podlega ograniczeniom ze strony miejscowej starszyzny wysp.
Historia
W roku 1974 lekarz Ropati Uili z żoną Emmau powrócili z Fidżi i wraz z drugą rodziną lekarzy – Ioną i Luisą Timelu – rozpoczęli regularną, nieoficjalną działalność kaznodziejską na wyspie. Obecność na organizowanych przez nich spotkaniach religijnych wynosiła około 25 osób. Miejscowa starszyzna podburzona przez tamtejszego pastora Londyńskiego Towarzystwa Misyjnego zabroniła im organizowania takich zebrań. Organizowano je potajemnie. W roku 1986 starszyzna skazała dwóch nowych wyznawców na wygnanie ze swojej wsi. W tamtych latach głosiciele wyjeżdżali na kongresy na Samoa. W roku 1989 zanotowano czterech głosicieli, dwóch pozostałych wyjechało z wyspy. Rok później ze względu na nieustające prześladowania pozostała grupa wyemigrowała do Nowej Zelandii. Nadal prowadzono korespondencyjne studium biblijne z Lone Tema, który wkrótce został nowym wyznawcą. Również on wyemigrował – do Australii.
W 1992 roku czterech głosicieli powróciło na Tokelau. Sześć lat później było ich na wyspie ośmiu, a 17 osób zebrało się na uroczystości Wieczerzy Pańskiej (Pamiątce). W tym samym roku na Tokelau powstał zbór. Na początku XXI wieku liczba obecnych na zebraniach wynosiła około 30 osób. W 2006 roku miejscowej rodzinie Świadków Jehowy za zorganizowanie pogrzebu syna w swoim obrządku religijnym starszyzna zagroziła wygnaniem z wyspy. Miejscowi głosiciele odmówili działalności o charakterze politycznym, wskutek czego doznawali prześladowań religijnych. W 2008 roku zanotowano liczbę 8 głosicieli w jednym zborze, którzy wciąż napotykali trudności ze strony władz wyspy.